# Académie Sibelius
L'Académie Sibelius de l'université des arts d'Helsinki (finnois : Taideyliopiston Sibelius-Akatemia, sigle SibA) est l'école supérieure de musique de l'université des arts d'Helsinki en Finlande.

## Historique
Fondée en 1882 par Martin Wegelius sous le nom d'Institut musical d'Helsinki (Helsingin Musiikkiopisto), l'Académie acquiert son nom actuel en 1939 pour honorer de son vivant son plus illustre ancien élève et plus célèbre compositeur finlandais, Jean Sibelius (mort en 1957).
Les disciplines enseignées sont la musique classique, la musique religieuse, la musique folklorique, l'opéra, la pédagogie (le département le plus important avec 300 étudiants) et le jazz (créé en 1983).
Principalement basée à Helsinki et Kuopio, elle comporte des départements dévolus à la formation musicale des adultes (à Järvenpää) et à la pratique musicale (à Seinäjoki). Elle comporte environ 1400 étudiants, strictement sélectionnés.
L'Orchestre symphonique de l'Académie Sibelius est régulièrement dirigé par les plus grands chefs d'orchestre internationaux.
Prédominante en Finlande, l'Académie a des équivalents dans le monde : l'université des arts de Berlin, la Royal Academy of Music de Londres, le Conservatoire Tchaïkovski de Moscou, la Juilliard School de New York et le Curtis Institute de Philadelphie.

## Formations diplômantes
L’académie offre les formations diplômantes suivantes:

### Filières de master
- Musique classique
- Musique d'église
- Composition et théorie musicale
- Musique folklorique
- Musique de jazz
- Direction d'orchestre et chorale
- Technologie de la musique

### Filières de bachelor
- Musique classique
- Composition et théorie musicale
- Direction d'orchestre
- Musique d'église
- Technologie de la musique
- Musique de jazz
- Musique folklorique
- Éducation musicale

On peut aussi y préparer un doctorat.

## Professeurs
L'Académie Sibelius emploie des musiciens de premier rang reconnus internationalement comme les professeurs:
- Erik Thomas Tawaststjerna
- Kaija Saarikettu
- Arto Noras
- Leif Segerstam
- Matti Hyökki
- Markus Lehtinen
- Mikael Helasvuo
- Réka Szilvay
- Marko Ylönen
- Juhani Lagerspetz
- Monica Groop
- Hannu Saha
- Martti Rousi
- Hannu Lintu
- Sakari Oramo

Elle emploie aussi des enseignants comme:
- Harri Ahmas
- Tuija Hakkila
- Teppo Koivisto
- Annikka Konttori-Gustafsson
- Hannu Lahtela
- Tarja Penttinen
- Margit Rahkonen
- Ilmo Ranta
- Jaakko Ilves
- Erkki Kantola
- Tero Latvala
- Janne Malmivaara
- Merit Palas
- Henriette Rantalaiho

## Anciens professeurs ou élèves
- Kalevi Aho, compositeur
- Linda Brava, violoniste
- Victor Chestopal, pianiste
- Einar Englund, compositeur
- Fanny Flodin-Gustavson, pianiste et professeure
- Simon Ghraichy, pianiste
- Soile Isokoski, soprano
- Pekka Kuusisto, violoniste
- François Le Roux, chanteur baryton et professeur
- Magnus Lindberg, compositeur
- Sasha Mäkilä, chef d'orchestre
- Petri Makkonen, accordéoniste
- Karita Mattila, soprano
- Erkki Melartin, compositeur[3],
- Vladimir Mischouk, pianiste
- Elina Mustonen, claveciniste
- Olli Mustonen, pianiste
- Arto Noras[4],
- Sakari Oramo, chef d'orchestre
- Jorma Panula, chef d'orchestre, compositeur et professeur
- Kaija Saariaho, compositrice
- Arja Saijonmaa, chanteuse
- Matti Salminen, basse
- Petteri Salomaa, baryton-basse
- Esa-Pekka Salonen, chef d'orchestre
- Jukka-Pekka Saraste, chef d'orchestre
- Janne Rättyä, accordéoniste et professeur
- Leif Segerstam, chef d'orchestre
- Jean Sibelius, compositeur
- Antti Siirala, pianiste
- Dima Slobodeniouk, chef d’orchestre
- Dalia Stasevska, chef d'orchestre
- Tarja Turunen, soprano
- Osmo Vänskä, chef d'orchestre
- Eicca Toppinen, violoncelliste
- Lotta Wennäkoski, compositrice
- Mikko Franck, chef d'orchestre
- Emilie Mechelin, chanteuse
- Jacinthe Couture, pianiste
- Eero Sipilä, compositeur
- Santtu-Matias Rouvali, chef d'orchestre
- Klaus Mäkelä, chef d'orchestre
- Tarmo Peltokoski, chef d'orchestre
- Chloé Dufresne, chef d'orchestre
- James S. Kahane, chef d'orchestre
- Emilia Hoving, chef d'orchestre